# Đa Minh Lê Hữu Cung
Đa Minh Lê Hữu Cung (1898–1987) là một giám mục của Giáo hội Công giáo tại Việt Nam. Ông từng đảm nhận vai trò Giám mục chính tòa Giáo phận Bùi Chu từ năm 1975 đến năm 1987, có khẩu hiệu giám mục là "Mẹ Maria, hi vọng của chúng ta".
Giám mục Lê Hữu Cung sinh tại Nam Định. Sau quá trình tu học, ông được truyền chức linh mục năm 1930. Sau khi lần lượt đảm nhận các chức vụ quan trọng của Hạt Đại diện Tông Tòa Bì Chu như Bề Trên Trường Tập, Giám đốc Trường Tập Trung Linh, Tổng Đại diện Giáo phận, ông chấp chính vai trò Giám quản Giáo phận sau cái chết của Giám mục Phạm Năng Tĩnh năm 1974.
Cuối tháng 4 năm 1975, Tòa Thánh chọn linh mục Lê Hữu Cung làm giám mục chính tòa Giáo phận Bùi Chu. Ông được cử hành nghi lễ truyền chức tại Nhà thờ Lớn Hà Nội tháng 6 cùng năm. Giám mục Cung được nhắc đến là một người giản dị, có lòng sùng kính Thánh Tâm, quan tâm chăm sóc đào tạo linh mục và giáo dân. Ông qua đời năm 1987, thọ 89 tuổi.

## Thời kì làm linh mục
Lê Hữu Cung, tên khai sinh là Lê Hữu Cẩn sinh ngày 12 tháng 3 năm 1898 tại giáo họ Bắc Tỉnh, giáo xứ Phú Nhai, giáo phận Bùi Chu. Địa phận hành chính thuộc xã Xuân Phương, huyện Xuân Trường, tỉnh Nam Định. Ông là giám mục duy nhất xuất thân từ Giáo họ Bắc Tỉnh, nay là làng Trà Lũ, nơi giáo sĩ In-nê-khu - giáo sĩ đầu tiên truyền đạo Công giáo đến Việt Nam đặt chân và bắt đầu công cuộc truyền giáo vào năm 1533. Gia đình Lê Hữu Cung có chín người con, gồm sáu nam và ba nữ. Sau quá trình tu học, chủng sinh Lê Hữu Cung được thụ phong linh mục vào ngày 14 tháng 6 năm 1930. Một số thông tin cho rằng ông được thụ phong linh mục năm 1927.
Năm 1935, linh mục Lê Hữu Cung được bổ nhiệm giữ chức Giám đốc Trường Tập, dưới thời Giám mục Đại diện Tông Tòa Bùi Chu Giuse Đa Minh Hồ Ngọc Cẩn. Năm 1939, linh mục Cung được bổ nhiệm làm linh mục chính xứ Đền Thánh Trung Lao. Song song với trách vụ trên, từ năm 1940 đến năm 1942, ông kiêm nhiệm vai trò linh mục chính xứ Giáo xứ Trung Linh.
Năm 1942, Lê Hữu Cung được chọn làm Bề trên Trường Tập Trung Linh. Trong thời gian này, ông khuyến khích sùng kính Trái Tim Chúa Giêsu và phát hành sách về chủ đề này. Trong năm 1945, linh mục Cung đảm trách chức vụ chính xứ Giáo xứ Tương Nam, đồng thời ông sáng lập Cô nhi viện Tương Nam với mục đích cứu giúp các trẻ em bị bỏ rơi và lâm cảnh đói kém. Với nạn đói năm 1945, trong khi bữa trưa chỉ là rau và khoai, linh mục Cung cho xuất kho gạo giáo xứ, nấu thành cháo, hỗ trợ mọi người không phân biệt tôn giáo. Với biến cố này, nhiều người quyết định gia nhập đạo Công giáo. Trước đó, giáo xứ Tương Nam vừa khánh thành giáo xứ mới vào năm 1944. Năm 1945 hoặc 1946,  linh mục Lê Hữu Cung được thuyên chuyển giữ chức linh mục chính xứ Giáo xứ Tứ Trùng. Ông thi hành tác vụ mục vụ tại Tứ Trùng không rõ đến thời gian nào, chỉ có thông tin vị kế vị là linh mục  Đinh Vĩnh Bảo, quản lý giáo xứ từ năm 1954.
Năm 1960, linh mục Đa Minh Lê Hữu Cung được bổ nhiệm giữ chức Tổng đại diện Giáo phận Bùi Chu. Khi được bổ nhiệm làm Tổng Đại diện, ông đang đảm nhận chức linh mục chính xứ Phú Nhai. Khi còn đảm trách vai trò linh mục tại Phú Nhai, linh mục Lê Hữu Cung có sức khỏe kém do bị hen suyễn, nhiều lần phải đưa đi cấp cứu. Tuy vậy, ông vẫn thi hành các tác vụ linh mục trong hoàn cảnh khó khăn: thực hiện Bí tích Hòa Giải qua đêm, trao Mình Thánh liên tục trong các thánh lễ từ một đến hai giờ đồng hồ.
Sau cái chết của Giám mục Giáo phận Bùi Chu Giuse Maria Phạm Năng Tĩnh vào giữa tháng 2 năm 1974, Linh mục Tổng Đại diện Lê Hữu Cung rời Phú Nhai đến Tòa giám mục Bùi Chu để lo hậu sự cho cố giám mục và để điều hành giáo phận.

## Thời kì giám mục
Ngày 28 tháng 4 năm 1975, linh mục Đa Minh Lê Hữu Cung được Tòa Thánh bổ nhiệm làm Giám mục chính tòa của Giáo phận Bùi Chu. Tin tức từ Kỷ yếu Giáo phận ghi nhận ngày 8 tháng 5 năm 1975.  Ông là giám mục thứ ba xuất thân từ giáo xứ Đền Thánh Đức Mẹ Vô Nhiễm Phú Nhai, giáo phận Bùi Chu, sau hai giám mục Đa Minh Đinh Đức Trụ và Đa Minh Hoàng Văn Đoàn và là một trong năm giám mục xuất thân từ giáo xứ này, tính đến năm 2008. Lễ tấn phong giám mục của ông được tổ chức vào tối ngày 29 tháng 6 năm 1975.
Lễ tấn phong cho Tân giám mục Lê Hữu Cung được cử hành tại Nhà thờ Lớn Hà Nội, với phần nghi thức chính yếu cử hành bởi Chủ phong là Hồng y Giuse Maria Trịnh Như Khuê, các Giám mục Phêrô Maria Nguyễn Huy Quang (Giáo phận Hưng Hóa) và Tổng giám mục phó Giuse Maria Trịnh Văn Căn (Giáo phận Hà Nội) phụ phong. Kỷ yếu giáo phận cho rằng phụ phong chỉ có Tổng giám mục phó Trịnh Văn Căn. Giáo phận Bùi Chu được trao cho tân giám mục có 320.000 giáo dân, 30 linh mục. Tân giám mục chọn cho mình khẩu hiệu: Adveniat regnum tuum - Mẹ Maria, hy vọng của chúng ta. Thông tin từ báo Nhân Dân (Số 7726) ngày 30 tháng 6 năm 1975, Đài Thông Tấn Xã Việt Nam đã loan tin về hai giám mục mới được phong chức giám mục là tân giám mục Lê Hữu Cung và giám mục Thanh Hóa Phêrô Phạm Tần. Lễ tấn phong Giám mục Cung đánh dấu việc giáo sĩ Công giáo thứ 13 được phong chức để quản lý 10 địa phận miền Bắc, từ năm 1955 đến năm 1975, cũng theo bài viết này. Thông tin trên được đăng tải trên Pittsburgh Catholic vào ngày 11 tháng 7 năm 1975.
Sau khi chính thức quản lý giáo phận, Giám mục Lê Hữu Cung dâng hiến Giáo phận Bùi Chu cho Thánh Tâm (Thánh Tâm Chúa Giêsu) và khuyến khích giáo dân sùng kính Thánh Tâm, tiến hành phân bổ các linh mục, chọn các linh mục có năng lực vào ban điều hành giáo phận, động viên các linh mục trẻ năng thi hành tác vụ linh mục. Trong thời kỳ này, các linh mục thường đảm nhận nhiều giáo xứ với số giáo dân từ một đến hai vạn người. Giám mục Lê Hữu Cung, tương tự các linh mục, để cử hành thánh lễ, nhiều lúc phải dùng các phương tiện như xe đạp, đi thuyền hoặc đi bộ. Dù trong thời kỳ khó khăn và cấm cách, Giám mục Lê Hữu Cung vẫn đào tạo chủng sinh cách âm thầm và truyền chức 11 tân linh mục vào ngày 6 tháng 6 năm 1976. Ông cũng có hai linh mục làm nghĩa tử, gồm linh mục Giuse Nguyễn Đức Dung và Đa Minh Trần Ngọc Tuất. Số tân linh mục này xuất thân từ cựu chủng viện Mẫu Tâm đã bị giải tán khoảng năm 1964. Sau vụ truyền chức cách âm thầm cho 11 linh mục, ông còn truyền chức linh mục cách âm thầm thêm một lần nữa vào  ngày 16 tháng 6 năm 1979 tại Tòa giám mục Bùi Chu. Ngoài ra, ông còn đề nghị các giám mục khác truyền chức cho ba chủng sinh khác ở miền Nam và cho phép Giám mục phó Vũ Duy Nhất truyền chức âm thần cho thêm sáu linh mục khác, cũng trong hoàn cảnh bí mật.
Giám mục Lê Hữu Cung chú trọng vào vấn đề đào tạo linh mục, thông qua việc quan tâm đến các chủng sinh, truyền chức linh mục âm thần cho các chủng sinh để chờ ngày họ chính thức được thi hành tác vụ, chiêu sinh chủng sinh trong hoàn cảnh, gửi chủng sinh đi đào tạo tại nhiều nơi. Năm 1980, ông kêu gọi mọi người hiến thân để trở thành linh mục và thu được 400 đơn đăng ký. Do tuổi già và sức khỏe kém, Giám mục Cung đề nghị Tòa Thánh bổ nhiệm giám mục phó. Tòa Thánh đáp lời và bổ nhiệm linh mục Giuse Maria Vũ Duy Nhất,  Tổng Đại diện Giáo phận Bùi Chu làm giám mục phó vào ngày 4 tháng 7 năm 1979. Lễ tấn phong tân giám mục cử hành ngày 8 tháng 8 cùng năm và giám mục Cung đóng vai trò phụ phong trong nghi lễ truyền chức.
Cuối tháng 4 năm 1980, Giám mục Cung tham dự Đại hội Hội đồng Giám mục Việt Nam lần thứ nhất tổ chức tại Hà Nội. Tuy vậy, ông không được chấp nhận tham dự chuyến hành hương bổn phận giám mục Ad Limina năm 1980. Giám mục Cung là giám mục Việt Nam (tại nhiệm) duy nhất không tham gia chuyến viếng thăm bổn phận này.  Ông dành thời gian viết thư mục vụ cho giáo sĩ, tu sĩ và giáo dân hàng tháng. Ngoài ra, ông dành thời gian viết sách đạo đức Công giáo như sách: Phép lần hạt mân côi Mẹ Maria, Lý đoán phổ thông, Lý đoán giúp mình xưng tội...
Viết trong sách Các vị Giám mục một thời đã qua, Lê Ngọc Bích nhận xét Lê Hữu Cung là giám mục sống nghèo khó. Tính cách này thể hiện qua hành động tân giám mục rời Giáo xứ Phú Nhai để đến Tòa giám mục, ngoài mấy bộ quần áo, ông còn đem theo một cỗ quan tài loại thường như sự chuẩn bị, do bản thân đã già yếu. Nhận thấy điều này, linh mục quản lý cho mua một cỗ quan tài có chất gỗ và trang trí tốt hơn, nhưng Lê Hữu Cung không hài lòng về việc này, đề nghị mọi người ăn chay đền tội. Những vật dụng do anh em và giáo dân từ hải ngoại gửi tặng, ông đều phân phát phần lớn cho người nghèo,... Sau thánh lễ thường lệ tại Nhà thờ chính tòa Bùi Chu sáng Chủ Nhật, Giám mục Cung có thói quen gửi tặng những người khó khăn tất cả tiền đem theo bên mình. Trong bữa ăn, ông thường chia bớt phần ăn cho những người khó khăn.
Giám mục Lê Hữu Cung qua đời ngày 12 tháng 3 năm 1987 tại Tòa Giám mục Giáo phận Bùi Chu. Lễ an táng do Giám mục Phanxicô Xaviê Nguyễn Văn Sang, đại diện Hồng y Giuse Maria Trịnh Văn Căn chủ sự. Đồng tế còn có các giám mục Giuse Maria Vũ Duy Nhất, Giuse Maria Nguyễn Tùng Cương, Giuse Maria Đinh Bỉnh, các linh mục đại diện các giáo phận, các linh mục. Tham dự có khoảng 35.000 giáo dân và tu sĩ. Thi hài ông được an táng tại nhà thờ chính tòa Giáo phận Bùi Chu.

## Nhận xét
Linh mục Giuse Phạm Khắc Thẩm nhận định về Giám mục Lê Hữu Cung:
| “ | ...về việc sùng kính Trái tim Chúa Giêsu và Đức Mẹ, yêu mến Thánh Cả Giuse, cùng với lòng khiêm nhường bác ái đặc biệt của Ngài đối với người nghèo khó. Mặc dù Đức Cha cố Đaminh được chọn làm giám mục trong giai đoạn đầy thử thách, nhưng Ngài vẫn luôn khôn ngoan và can đảm thi hành tốt sứ mạng Chúa trao phó. Ngài không sợ đối mặt với khó khăn và luôn vững tay lèo lái con thuyền giáo phận. Đặc biệt, vào thời điểm mọi thứ bị hạn chế và khó khăn, nhất là việc đào tạo linh mục bị cấm cách, Đức Cha vẫn kín đáo đào tạo chủng sinh và đã phong chức linh mục cho 11 thầy vào ngày 06 tháng 6 năm 1976. | ” |

## Tông truyền
Giám mục Đa Minh Lê Hữu Cung được tấn phong giám mục năm 1975, thời Giáo hoàng Phaolô VI, bởi:
- Chủ phong:Giuse Maria Trịnh Như Khuê, Tổng giám mục Tổng giáo phận Hà Nội.
- Hai vị phụ phong: Giuse Maria Trịnh Văn Căn - Tổng giám mục phó Tổng giáo phận Hà Nội và Phêrô Maria Nguyễn Huy Quang, giám mục chính tòa Giáo phận Hưng Hóa.

Giám mục Đa Minh Lê Hữu Cung là giám mục phụ phong trong nghi thức truyền chức:
- Năm 1979, giám mục Giuse Maria Vũ Duy Nhất, hiện là cố giám mục Giáo phận Bùi Chu.